# Miroslav Pažák
Miroslav Pažák (* 24. März 1976 in Košice, Tschechoslowakei) ist ein slowakischer Eishockeyspieler, der seit November 2011 bei Reims Champagne Hockey in der französischen Division 1 unter Vertrag steht.        

## Karriere
Miroslav Pažák begann seine Karriere als Eishockeyspieler beim HC Košice, für dessen Profimannschaft er in der Saison 1993/94 sein Debüt in der Extraliga gab. In den folgenden sechs Jahren spielte der Center parallel für Košice in der Extraliga und den HK Dukla Michalovce in der zweitklassigen 1. Liga. Dabei wurde er 1996, 1996 und 1999 jeweils Slowakischer Meister mit dem HC Košice.   
Zur Saison 2000/01 wechselte Pažák zu den Ducs de Dijon in die Division 1, die zweite französische Spielklasse. Die folgende Spielzeit verbrachte der Linksschütze parallel beim HC Mulhouse in der Ligue Magnus und stieg mit den Ducs de Dijon in die höchste französische Spielklasse auf. Nach insgesamt fünf Jahren verließ der Slowake den Verein und spielte von 2005 bis 2007 für dessen Ligarivalen HC Amiens Somme. Nachdem der ehemalige Junioren-Nationalspieler die Saison 2007/08 bei der ASG Tours verbracht hatte, kehrte er nach Amiens zurück, für das er bis 2011 in der Ligue Magnus auf dem Eis stand.
Im November 2011 wurde der Slowake von Reims Champagne Hockey aus der französischen Division 1 verpflichtet.

### International
Für die Slowakei nahm Pažák an der U18-Junioren-C-Europameisterschaft 1994 und der U20-Junioren-B-Weltmeisterschaft 1995 teil.

## Erfolge und Auszeichnungen
- 1995 Slowakischer Meister mit dem HC Košice
- 1996 Slowakischer Meister mit dem HC Košice
- 1999 Slowakischer Meister mit dem HC Košice
- 2002 Meister der Division 1 und Aufstieg in die Ligue Magnus mit den Ducs de Dijon
- 2002 Topscorer der Division 1
- 2002 Bester Torschütze der Division 1 (gemeinsam mit Julien Desrosiers)
- 2005 Ligue Magnus All-Star-Team
- 2006 Ligue Magnus All-Star-Team
- 2008 Ligue Magnus All-Star-Team
- 2009 Ligue Magnus All-Star-Team

### International
- 1994 Topscorer der U18-Junioren-C-Europameisterschaft
- 1994 Bester Torschütze der U18-Junioren-C-Europameisterschaft